# 8 Mile (soundtrack)
8 Mile je v pořadí šesté album od amerického zpěváka a rapera Eminema. Vyšlo v roce 2002 jako soundtrack ke stejnojmennému filmu. Lose Yourself získala dokonce Oscara za nejlepší píseň k filmu.

## Seznam skladeb
| #  | Název                      | Producent(i)                                         | Interpret(i)              |
| -- | -------------------------- | ---------------------------------------------------- | ------------------------- |
| 1  | „Lose Yourself“            | Eminem, Luis Resto & Jeff Bass                       | Eminem                    |
| 2  | „Love Me“                  | Eminem                                               | Eminem/Obie Trice/50 Cent |
| 3  | „8 Mile“                   | Eminem                                               | Eminem                    |
| 4  | „Adrenaline Rush“          | Spyda                                                | Obie Trice                |
| 5  | „Places to Go“             | Eminem                                               | 50 Cent                   |
| 6  | „Rap Game“                 | Mr. Porter, Eminem                                   | D12/50 Cent               |
| 7  | „8 Miles and Runnin'“      | Eminem                                               | Jay-Z featuring Freeway   |
| 8  | „Spit Shine“               | Denaun Porter                                        | Xzibit                    |
| 9  | „Time of My Life“          | Dante Ross, John Gamble, Mike Elizondo (co-producer) | Macy Gray                 |
| 10 | „U Wanna Be Me“            | Chucky Thompson, Nas                                 | Nas                       |
| 11 | „Wanksta“                  | John „J-Praize“ Freeman, Sha Money XL                | 50 Cent                   |
| 12 | „Wasting My Time“          | Kellin Manning, Martin Pradler                       | Taryn Manning             |
| 13 | „R.A.K.I.M.“               | Denaun Porter                                        | Rakim                     |
| 14 | „That's My N**** Fo' Real“ | Dante Ross, John Gamble                              | Young Zee                 |
| 15 | „Battle“                   | DJ Premier, Guru (koproducent)                       | Gang Starr                |
| 16 | „Rabbit Run“               | Eminem, Luis Resto (koproducent)                     | Eminem                    |